# Austrian Football Division 3 2012
La Austrian Football Division 3 2012 è stata la 2ª edizione del campionato di football americano di quarto livello, organizzato dalla AFBÖ.

## Squadre partecipanti
| Club                  | Città      | Stadio | Sponsor ufficiale | Risultato nella stagione 2011 |
| --------------------- | ---------- | ------ | ----------------- | ----------------------------- |
| AFC Rangers Mödling 2 | Mödling    |        |                   |                               |
| Gmunden Rams          | Gmunden    |        |                   |                               |
| Graz Giants 2         | Graz       |        | Projekt Spielberg |                               |
| Pinzgau Devils        | Piesendorf |        |                   |                               |
| Styrian Hurricanes    | Stallhofen |        |                   |                               |
| Telfs Patriots        | Telfs      |        |                   |                               |
| Vienna Knights 2      | Vienna     |        |                   |                               |
| Vienna Warlords       | Vienna     |        |                   |                               |

## Stagione regolare

### Calendario

#### 1ª giornata
| 31 marzo 2012 | Vienna Warlords | 28 – 7 (7-0 14-7 0-0 7-0) | Telfs Patriots |  |

| 31 marzo 2012 | Gmunden Rams | 47 – 21 | Pinzgau Devils |  |

| 1º aprile 2012 | Vienna Knights 2 | 0 – 14 | Graz Giants 2 |  |

| 1º aprile 2012 | AFC Rangers Mödling 2 | 13 – 10 | Styrian Hurricanes |  |

#### 2ª giornata
| 7 aprile 2012 | Telfs Patriots | 21 – 34 (0-13 0-0 7-8 14-13) | Gmunden Rams |  |

| 7 aprile 2012 | AFC Rangers Mödling 2 | 19 – 20 (0-0 6-0 7-12 6-8) | Vienna Knights 2 |  |

| 8 aprile 2012 | Graz Giants 2 | 20 – 0 (7-0 0-0 6-0 7-0) | Styrian Hurricanes |  |

| 8 aprile 2012 | Pinzgau Devils | 7 – 63 | Vienna Warlords | (200 spett.) |

#### 3ª giornata
| 21 aprile 2012 | Gmunden Rams | 16 – 41 | Vienna Warlords |  |

| 22 aprile 2012 | Graz Giants 2 | 7 – 0 (0-0 7-0 0-0 0-0) | Vienna Knights 2 |  |

| 22 aprile 2012 | Pinzgau Devils | 8 – 11 (0-3 0-0 8-8 0-0) | Telfs Patriots |  |

#### 4ª giornata
| 28 aprile 2012 | Vienna Warlords | 49 – 13 | Gmunden Rams |  |

| 28 aprile 2012 | Telfs Patriots | 12 – 26 | Pinzgau Devils |  |

| 28 aprile 2012 | Vienna Knights 2 | 16 – 2 (0-2 0-0 0-0 16-0) | AFC Rangers Mödling 2 |  |

| 29 aprile 2012 | Styrian Hurricanes | 9 – 27 | Graz Giants 2 |  |

#### 5ª giornata
| 12 maggio 2012 | Vienna Warlords | 42 – 0 (21-0 14-0 7-0 0-0) | Pinzgau Devils |  |

| 12 maggio 2012 | Gmunden Rams | 35 – 0 (a tavolino) | Telfs Patriots |  |

| 13 maggio 2012 | Graz Giants 2 | 50 – 12 (20-0 17-6 0-6 13-0) | AFC Rangers Mödling 2 |  |

| 13 maggio 2012 | Vienna Knights 2 | 30 – 7 (0-0 6-0 8-0 16-7) | Styrian Hurricanes |  |

#### 6ª giornata
| 19 maggio 2012 | Styrian Hurricanes | 7 – 28 (0-0 0-14 0-0 7-14) | Vienna Knights |  |

| 19 maggio 2012 | Telfs Patriots | 7 – 40 (0-21 0-6 0-7 7-6) | Vienna Warlords |  |

| 19 maggio 2012 | Pinzgau Devils | 8 – 13 (0-7 0-0 0-0 8-6) | Gmunden Rams |  |

| 20 maggio 2012 | AFC Rangers Mödling 2 | 18 – 33 (6-7 0-19 6-0 6-7) | Graz Giants 2 |  |

#### 7ª giornata
| 28 maggio 2012 | Styrian Hurricanes | 0 – 31 | AFC Rangers Mödling 2 |  |

### Classifica
La classifica della regular season è la seguente:
- PCT = percentuale di vittorie, G = partite giocate, V = partite vinte,  P = partite perse, PF = punti fatti, PS = punti subiti

#### Conference A
| Pos. | Squadra               | PCT   | G | V | N | P | PF  | PS  |
| ---- | --------------------- | ----- | - | - | - | - | --- | --- |
| 1    | Graz Giants 2         | 1.000 | 6 | 6 | 0 | 0 | 151 | 39  |
| 2    | Vienna Knights 2      | .667  | 6 | 4 | 0 | 2 | 94  | 56  |
| 3    | AFC Rangers Mödling 2 | .333  | 6 | 2 | 0 | 4 | 95  | 129 |
| 4    | Styrian Hurricanes    | .000  | 6 | 0 | 0 | 6 | 33  | 149 |

#### Conference B
| Pos. | Squadra         | PCT   | G | V | N | P | PF  | PS  |
| ---- | --------------- | ----- | - | - | - | - | --- | --- |
| 1    | Vienna Warlords | 1.000 | 6 | 6 | 0 | 0 | 263 | 50  |
| 2    | Gmunden Rams    | .667  | 6 | 4 | 0 | 2 | 158 | 140 |
| 3    | Pinzgau Devils  | .167  | 6 | 1 | 0 | 5 | 70  | 188 |
| 4    | Telfs Patriots  | .167  | 6 | 1 | 0 | 5 | 58  | 171 |

## Playoff

### Tabellone
|  | Semifinali | Semifinali       | Semifinali |                  |    | IX Challenge Bowl | IX Challenge Bowl | IX Challenge Bowl |  |
|  |            |                  |            |                  |    |                   |                   |                   |  |
|  | 1A         | Graz Giants 2    | 41         |                  |    |                   |                   |                   |  |
|  | 1A         | Graz Giants 2    | 41         |                  |    |                   |                   |                   |  |
|  | 2B         | Gmunden Rams     | 12         |                  |    |                   |                   |                   |  |
|  | 2B         | Gmunden Rams     | 12         |                  | 1A | Graz Giants 2     | 6                 |                   |  |
|  |            |                  |            |                  | 1A | Graz Giants 2     | 6                 |                   |  |
|  |            |                  | 2A         | Vienna Knights 2 | 8  |                   |                   |                   |  |
|  | 1B         | Vienna Warlords  | 2A         | Vienna Knights 2 | 8  | 13                |                   |                   |  |
|  | 1B         | Vienna Warlords  |            |                  |    |                   |                   |                   |  |
|  | 2A         | Vienna Knights 2 | 16         |                  |    |                   |                   |                   |  |

### Semifinali
| 2 giugno 2012 | Graz Giants 2 | 41 – 12 | Gmunden Rams |  |

| 2 giugno 2012 | Vienna Warlords | 13 – 16 | Vienna Knights 2 |  |

### IX Challenge Bowl
| 16 giugno 2012 | Vienna Knights 2 | 8 – 6 (0-0 0-0 0-0 8-6) | Graz Giants 2 | (200 spett.) |

## Verdetti
- Vienna Knights 2 Vincitori dell'Austrian Football Division 3 2012